# Elden Henson
Elden Henson, pseudonimo di Elden Ryan Jones (Rockville, 30 agosto 1977), è un attore statunitense, conosciuto principalmente per i suoi ruoli in film quali Cheats con Trevor Fehrman, Giovani diavoli con Devon Sawa, per aver preso parte alla saga di Hunger Games interpretando il personaggio Pollux e per aver interpretato Foggy Nelson nella serie televisiva Daredevil.
Da giovane ha recitato anche nella trilogia di Stoffa da campioni insieme ad Emilio Estevez, nel ruolo di Fulton Reid.

## Biografia
Nato a Rockville, nel Maryland, da madre fotografa professionista, Elden ha due fratelli attori come lui, con i quali ha anche recitato in alcuni film. Il più giovane, Garette Ratliff Henson, è apparso insieme a lui in Stoffa da campioni, mentre Erick Ratliff ha recitato col fratello in Elvis & Me. Anche il padre dei tre, George Ratliffe, era un attore, ma fu la madre a spingerli alla recitazione portandoli a delle audizioni per spot commerciali. La famiglia ha vissuto per un periodo a Weehawken, nel New Jersey.
Nel 2004 recita in The Butterfly Effect. Nel 2013 entra nel cast di Hunger Games - Il canto della rivolta - Parte 1 e Parte 2 nel ruolo di Pollux. Nel 2014 entra nel cast della serie tv Daredevil, dove interpreta il ruolo di Foggy Nelson, il migliore amico e collega di Matt Murdock/Daredevil.

## Filmografia

### Cinema
- Lo squalo 4 - La vendetta (Jaws: The Revenge), regia di Joseph Sargent (1987)
- Turner e il casinaro (Turner & Hooch), regia di Roger Spottiswoode (1989)
- Il grande volo (Radio Flyer), regia di Richard Donner (1992)
- Stoffa da campioni (The Mighty Ducks), regia di Stephen Herek (1992)
- Piccoli grandi eroi (D2-The Mighty Ducks), regia di Sam Weisman (1994)
- Foxfire, regia di Annette-Haywood Carter (1996)
- Ducks - Una squadra a tutto ghiaccio (D3: The Mighty Ducks), regia di Robert Lieberman (1996)
- Basta guardare il cielo (The Mighty), regia di Peter Chelsom (1998)
- Giovani diavoli (Idle Hands), regia di Rodman Flender (1999)
- Kiss Me, regia di Robert Iscove (1999)
- Cast Away, regia di Robert Zemeckis (2000)
- Manic, regia di Jordan Melamed (2001)
- O come Otello (O), regia di Tim Blake Nelson (2001)
- Cheats, regia di Andrew Gurland (2002)
- Evil Alien Conquerors, regia di Chris Matheson (2002)
- La battaglia di Shaker Heights (The Battle of Shaker Heights), regia di Efram Potelle e Kyle Rankin (2003)
- Sotto il sole della Toscana (Under the Tuscan Sun), regia di Audrey Wells (2003)
- Scemo & più scemo - Iniziò così... (Dumb & Dumberer: When Harry Met Lloyd), regia di Troy Miller (2003)
- The Butterfly Effect, regia di Eric Bress e J. Mackye Gruber (2004)
- Marilyn Hotchkiss Ballroom Dancing & Charm School, regia di Randall Miller (2005)
- La banda del porno - Dilettanti allo sbaraglio! (The Amateurs), regia di Michael Traeger (2005)
- Lords of Dogtown, regia di Catherine Hardwicke (2006)
- Déjà vu - Corsa contro il tempo (Déjà Vu), regia di Tony Scott (2006)
- La setta delle tenebre (Rise), regia di Sebastian Gutierrez (2007)
- Matrimonio tra amici (Not Since You), regia di Jeff Stephenson (2008)
- Jobs, regia di Joshua Michael Stern (2013)
- Hunger Games - Il canto della rivolta - Parte 1, regia di Francis Lawrence (2014)
- Hunger Games - Il canto della rivolta - Parte 2, regia di Francis Lawrence (2015)
- Spivak, regia di Anthony Abrams e Adam Larson Broder (2018)
- Killers of the Flower Moon, regia di Martin Scorsese (2023)

### Televisione
- Così gira il mondo (As the World Turns) - serie TV (1982-1985)
- Storie incredibili (Amazing Stories) - serie TV (1985)
- Saranno famosi (Fame) - serie TV (1986)
- Autostop per il cielo (Highway to Heaven) - serie TV, episodio 4x05 (1987)
- Elvis & Me, regia di Larry Peerce (1988) - film TV
- Scuola di football (1st & Ten) - serie TV (1990)
- The Ben Stiller Show - serie TV (1993)
- Bayside School - La nuova classe (Saved By The Bell: The New Class) - serie TV (1996)
- A Gift of Love: The Daniel Huffman Story, regia di John Korty (1999) - film TV
- Law & Order - Unità vittime speciali (Law & Order: Special Victims Unit) - serie TV (2004)
- Smith - serie TV (2007)
- E.R. - Medici in prima linea (E.R.) - serie TV (2007)
- Private Practice - serie TV (2007)
- Psych - serie TV (2009)
- Grey's Anatomy – serie TV, episodio 5x20 (2009)
- El Dorado - La città perduta (El Dorado) - miniserie TV (2009)
- Intelligence - serie TV (2014)
- Daredevil - serie TV, 39 episodi (2015-2018)
- The Defenders – miniserie TV (2017)
- Jessica Jones – serie TV, episodio 2x03 (2018)
- Luke Cage – serie TV, episodio 2x05 (2018)
- Daredevil - Rinascita (Daredevil: Born Again) – serie TV, episodio 1x01 (2025)
- Criminal Minds - serie TV, episodio 18x02 (2025)

## Doppiatori italiani
Nelle versioni in italiano delle opere in cui ha recitato, Elden Henson è stato doppiato da:
- Luigi Morville in Daredevil, The Defenders, Jessica Jones, Luke Cage, Daredevil: Rinascita
- Fabrizio Vidale in Stoffa da campioni, Deja vù - Corsa contro il tempo, Psych
- Federico Viola in La banda del porno - Dilettanti allo sbaraglio, Jobs
- Gabriele Patriarca in Ballroom Dancing, Criminal Minds
- Alessio De Filippis in Ducks - Una squadra a tutto ghiaccio
- Emiliano Coltorti in El Dorado - La città perduta
- Paolo Vivio in Scemo e più scemo - Iniziò così...
- Alessandro Tiberi in Basta guardare il cielo
- Massimo De Ambrosis in Giovani diavoli
- Luigi Ferraro in Matrimonio tra amici
- Simone Crisari in The Butterfly Effect
- Riccardo Rossi in Piccoli grandi eroi
- Stefano Crescentini in Kiss Me
- Corrado Conforti in O come Otello
- Francesco Pezzulli in Private Practice